# Пониква (Шентюр)
Пониква (словен. Ponikva) — поселення в общині Шентюр, Савинський регіон, Словенія.
Висота над рівнем моря: 338 м.